# František Řitička
František Řitička (25. září 1910 Židenice – 4. listopadu 1992) byl český fotbalový brankář a československý reprezentant.

## Fotbalová kariéra
Brněnský rodák přišel v říjnu 1931 do Sparty, nastoupil ve dvou utkáních, ale v konkurenci s Ledvinou a Němcem se neprosadil. Po návratu do Moravské Slavie Brno pomohl klubu k postupu do 1. ligy , kde hrála v ročnících 1935/36 a 1936/37. Podával mimořádné výkony, a tak ho asociační kapitán Bezecný při Pláničkově náhlém onemocnění nominoval k přátelskému utkání s Itálií (13.12.1936 v Janově, Itálie-ČSR 2:0) v němž podal navzdory porážce velmi dobrý výkon. Za československou reprezentaci odehrál jeden zápas, byl čtrnáctým brankářem v její historii. Byl jediným hráčem z Moravské Slavie Brno, který nastoupil za československou reprezentaci. Po sestupu Moravské Slavie z ligy přestoupil v roce 1937 do SK Prostějov a odtud v roce 1938 do SK Baťa Zlín. V naší nejvyšší soutěži nastoupil v 71 utkáních.
- DSK Brno XV (dorostenec),
- SK Husovice Brno (1929–1931),
- SK Moravská Slavia Brno (duben 1931–říjen 1931 jako brankář, kapitán),
- AC Sparta Praha (říjen 1931–1932, bez prvoligového startu)
- SK Moravská Slavia Brno (1932–1937)
- SK Prostějov (1937–1938)
- SK Baťa Zlín (1938–1940)
- SK Líšeň (od 1940)[5]

## Ligová bilance
První ligové utkání: 17.8.1935 DFC Praha-SK Moravská Slavia 1:0
První čisté konto: 19.4.1936 SK Moravská Slavia-Viktoria Plzeň 2:0
Poslední čisté konto: 7.5.1939 SK Baťa Zlín-SK Plzeň 2:0
Poslední ligové utkání: 10.9.1939 SK Slezská Ostrava-SK Baťa Zlín 3:2
| Ročník               | Zápasy | Minuty | Góly | Čistá konta | Inkas.góly | Klub                    |
| -------------------- | ------ | ------ | ---- | ----------- | ---------- | ----------------------- |
| Státní liga 1935/36  | 26     | 2340   | 0    | 3           | 60         | SK Moravská Slavia Brno |
| Státní liga 1936/37  | 15     | 1350   | 0    | 0           | 51         | SK Moravská Slavia Brno |
| Státní liga 1936/37  | 6      | 540    | 0    | 1           | 8          | SK Prostějov            |
| Státní liga 1937/38  | 11     | 990    | 0    | 0           | 45         | SK Prostějov            |
| Státní liga 1938/39  | 12     | 1080   | 0    | 1           | 26         | SK Baťa Zlín            |
| Národní liga 1939/40 | 1      | 90     | 0    | 0           | 3          | SK Baťa Zlín            |
| CELKEM               | 71     | 6390   | 0    | 5           | 193        |                         |